# 岩波新書
岩波新書（いわなみしんしょ）は、岩波書店が刊行する新書シリーズである。

## 概要
古典を中心とした岩波文庫に対し、書き下ろし作品による一般啓蒙書を廉価で提供することを目的として、1938年（昭和13年）11月20日に創刊され、新書と呼ばれる出版形態の創始となった。
第二次世界大戦後、新書という出版形態が定着するに伴って創刊された中公新書（1962年（昭和37年）創刊）、講談社現代新書（1964年（昭和39年）創刊）とともに、教養新書御三家や新書の御三家と称された。
サイズは縦173mm、横105mmである。縦・横の長さの比率は（1：1.6476）であり、黄金比（1：1.6180）に近い値になっている。

## 沿革

### 赤版として創刊
創刊の作業は、当時の編集部の吉野源三郎が担当し、吉野が目にしたイギリスのペーパーバックであるペリカン・ブックスを参考に判型が決められた。装幀は吉野の依頼を受け、美学者・美術史学者である児島喜久雄が担当。2006年（平成18年）まで長く用いられた表紙のランプや、扉部分の四隅で風を吹きかけあうアネモイ（ギリシャ神話の風神）を描いた。また創刊当初の表紙の色を赤一色にしたのは岩波茂雄の指示による。
創刊の辞は「道義の精神に則らない日本の行動を深慮し、権勢に媚び偏狭に傾く風潮と他を排撃する驕慢な思想を戒め、批判的精神と良心的行動に拠る文化日本の躍進を求めての出発である」と、「岩波新書創刊50年、新版の発足に際して」（1998年1月）に引用されている。
この赤版は戦争による一時中断を経て、101点刊行された。
岩波新書創刊第一冊目は、矢内原忠雄がリンカーン、エレミヤ、日蓮、新渡戸稲造などの伝記を『余の尊敬する人物』と題して構想しており、岩波の了解も得ての予定だったが急遽変更となり、1938年（昭和13年）赤版1、2の上・下二冊としてクリスチーの『奉天三十年』（上・下）を翻訳で発刊した。発刊の辞は「今茲に現代人の現代的教養を目的として岩波新書を刊行する」としている。
1944年、苛烈な戦時下にあって、岩波新書は刊行点数98点を以て中絶のやむなきにいたり、戦後すぐの1946年、3点を発行したのを最後に赤版新書は終結した。

### 青版として再出発
1949年（昭和24年）4月5日、出版点数が100を越えたのを機に、装いを新たに表紙を青（いわゆる青版）に変更した。この青版は、「国民大衆に自立的精神の糧を提供すること」を願って再出発するという意味合いが込められている。
この叢書の果たすべき課題として、「世界の民衆的文化の伝統を継承し、科学的にしてかつ批判的な精神を鍛えること」「科学的な文化のくびれを投げ捨てるとともに、日本の進歩的文化遺産を蘇らせて国民的誇りを取りもどすこと」「在来の独善的装飾的教養を洗いおとし、民衆の生活と結びついた新鮮な文化を建設すること」の三つを設定している。
1950年代までは、小説作品が収められることもあった。
1960年代まではしおりひもが貼付されていたが、1970年代からは岩波文庫と同様に紙しおりの挟み込み（片面が新刊案内になっている）へと変えられた。

### 黄版への転換
1977年（昭和52年）4月20日に青版の刊行が1,000点を越え、岩波新書創立40周年を迎えるのを機に黄色に改められた（黄版）。時代の様相は「戦争直後とは全く一変し、国際的にも国内的にも大きな発展を遂げながらも、同時に混迷の度を深めて転換の時代」を迎えていた。日本は「アジア民族の信を得ないばかりか、近年にいたって再び独善偏狭に傾くおそれ」の方向に向かいつつある。三たび装を改めたのは、「新世紀につながる時代に対応する」ことを願ってのことである。
1982年（昭和57年）からの新刊・重版は、赤版・青版も含めてカバーがかけられるようになり、今までの表紙・裏表紙の装丁はカバーに引き継がれた。

### 新赤版へ
1988年（昭和63年）1月に、岩波新書創刊50年・総刊総数1,500点をもって新赤版に改められた。1990年代中盤までは新赤版の裏カバーは赤地一色であったが、この頃裏カバーのデザインが白地に変更され、中心には赤い線でナンテンのマークが描かれるようになった。また、これまで細字だった書名と著書名が太字に改められた。

### 新赤版のリニューアル
2006年（平成18年）3月で新赤版の刊行が1,000点を迎え、同年4月の1,001点目の刊行となった柄谷行人『世界共和国へ』から、装幀がリニューアルされた。書名と著書名を横書きから縦書きに改め、右上に風神Notusをあしらい、左下に「岩波新書 数字で何点目」、つや消しにするなど、長く用いられた児島喜久雄のデザインが改められ、「21世紀の教養新書」として新たに出発することとなった。キャッチコピーは「変わりますが、変わりません」であった。この時、裏カバーのバーコード、ISBNコード、定価の下にランプのマークが描かれるようになった。
2014年（平成26年）9月19日、岩波新書は通算で刊行3,000点を突破した。

## 分類
岩波新書の赤版（初代）、青版、黄版、新赤版の4種類の分類は以下の通り。
| 種類         | 発行期間                      | 発行点数 | 分類                             |
| ------------ | ----------------------------- | -------- | -------------------------------- |
| 赤版（初代） | 1938年11月20日-1946年10月10日 | 101点    | R                                |
| 青版         | 1949年4月5日-1977年4月22日    | 1000点   | A＝政治・法律                    |
| 青版         | 1949年4月5日-1977年4月22日    | 1000点   | B＝経済・社会                    |
| 青版         | 1949年4月5日-1977年4月22日    | 1000点   | C＝思想・心理・言語・教育・宗教  |
| 青版         | 1949年4月5日-1977年4月22日    | 1000点   | D＝世界史・日本史                |
| 青版         | 1949年4月5日-1977年4月22日    | 1000点   | E＝文学・芸術                    |
| 青版         | 1949年4月5日-1977年4月22日    | 1000点   | F＝記録・随筆                    |
| 青版         | 1949年4月5日-1977年4月22日    | 1000点   | G＝理・工・医・科学史            |
| 黄版         | 1977年5月20日-1987年12月21日  | 396点    |                                  |
| 新赤版       | 1988年1月20日-2006年3月22日   | 1000点   |                                  |
| 新赤版       | 1988年1月20日-2006年3月22日   | 8点      | 別冊                             |
| 新赤版       | 2006年4月20日-現在            |          | 21世紀の教養新書（リニューアル） |

## 著名な刊行書目

### 赤版（初代）
以下、発行部数順に記す。発行部数は1997年8月時点のものを使用した。
| 順位 | 発行部数      | 書誌情報 |
| ---- | ------------- | --- |
| 1    | 1,035,000部。 | 齋藤茂吉『萬葉秀歌』 上（第9刷改版）〈岩波新書 5〉、1948年1月20日（原著1938年11月20日）。NDLJP:1127456。 斎藤茂吉『万葉秀歌』 上〈岩波新書 赤版 R-2〉、1968年11月25日。ISBN 4-00-400002-5。再改版1991年、2014年11月                                                                                           |
| 2    | 914,000部。   | 吉田洋一『零の發見 數學の生ひ立ち』1939年11月27日。NDLJP:1684311。 吉田洋一『零の発見 数学の生い立ち』〈岩波新書 赤版 R-13〉1979年4月20日。ISBN 4-00-400013-0。 |
| 3    | 840,000部。   | 齋藤茂吉『萬葉秀歌』 下（第10刷改版）〈岩波新書 6〉、1948年1月20日（原著1938年11月17日）。NDLJP:1127463。 斎藤茂吉『万葉秀歌』 下〈岩波新書 赤版 R-3〉、1968年12月25日。ISBN 4-00-400003-3。再改版1991年、2014年11月                                                                                          |
| 4    | 792,000部。   | 三木清『哲學入門』〈岩波新書 23〉1940年3月30日。NDLJP:1159763。 三木清『哲学入門』〈岩波新書 赤版 R-8〉1976年5月20日。ISBN 4-00-400008-4。 |
| 5    | 722,500部。   | アインシュタイン、インフェルト『物理學はいかに創られたか 初期の觀念から相對性理論及び量子論への思想の發展』 上、石原純 譯〈岩波新書 50〉、1939年10月30日。NDLJP:1161696。 アインシュタイン、インフェルト『物理学はいかに創られたか』 上、石原純 訳〈岩波新書 赤版 R-14〉、1963年9月20日。ISBN 4-00-400014-9。 |
| 6    | 634,000部。   | 武者小路実篤『人生論』〈岩波新書 11〉1938年11月20日。 武者小路実篤『人生論』〈岩波新書 赤版 R-5〉1971年10月1日。ISBN 4-00-400005-X。 |
| 7    | 566,000部。   | アインシュタイン、インフェルト『物理學はいかに創られたか 初期の觀念から相對性理論及び量子論への思想の發展』 下、石原純 譯〈岩波新書 51〉、1940年1月30日。NDLJP:1161704。 アインシュタイン、インフェルト『物理学はいかに創られたか』 下、石原純 訳〈岩波新書 赤版 R-15〉、1963年10月21日。ISBN 4-00-400015-7。 |
| 8    | 409,000部。   | 鈴木大拙『禪と日本文化』北川桃雄 譯〈岩波新書 75〉、1940年9月30日。NDLJP:1684301。 鈴木大拙『禅と日本文化』北川桃雄 訳〈岩波新書 赤版 R-20〉、1964年3月21日。ISBN 4-00-400020-3。 |
| 9    | 405,000部。   | 中野好夫『アラビアのロレンス』〈岩波新書 73〉1940年9月5日。NDLJP:1684299。 中野好夫『アラビアのロレンス』（改訂版）〈岩波新書 赤版 R-19〉、1963年12月5日。ISBN 4-00-400019-X。 |
| 10   | 376,000部。   | 天野貞祐『學生に與ふる書』〈岩波新書 45〉1938年8月25日。NDLJP:1160354。復刊1967年ほか |
| 11   | 321,000部。   | ブルーノ・タウト『日本美の再發見 建築學的考察』篠田英雄 譯〈岩波新書 39〉、1939年6月28日。NDLJP:1689005。 ブルーノ・タウト『日本美の再発見』篠田英雄 訳（増補改訳版）〈岩波新書 赤版 R-10〉、1962年2月20日。ISBN 4-00-400010-6。                                                                              |
| 12   | 285,500部。   | 長谷川千秋『ベートーヴェン』〈岩波新書 16〉1938年11月20日。NDLJP:1225291。 長谷川千秋『ベートーヴェン』〈岩波新書 赤版 R-7〉1964年3月20日。ISBN 4-00-400007-6。 |
| 13   | 241,500部。   | 羽仁五郎『明治維新 現代日本の起源』〈岩波新書 99〉1946年6月25日。NDLJP:2989640。 羽仁五郎『明治維新 現代日本の起源』〈岩波新書 赤版 R-21〉1956年。NDLJP:2989640。 |
| 14   | 229,000部。   | 矢内原忠雄『余の尊敬する人物』〈岩波新書 65〉1940年5月30日。ISBN 4-00-400017-3。NDLJP:1684291。 |
| 15   | 216,000部。   | 小倉金之助『日本の數學』〈岩波新書 61〉1940年3月30日。NDLJP:1684286。 小倉金之助『日本の数学』〈岩波新書 赤版 R-16〉1964年9月25日。ISBN 4-00-400016-5。 |
| 16   | 205,000部。   | ホワイト『科學と宗教との闘争』森島恒夫 譯〈岩波新書 44〉、1939年8月25日。 ホワイト『科学と宗教との闘争』森島恒夫 訳〈岩波新書 赤版 R-11〉、1968年6月25日。ISBN 4-00-400011-4。 |

### 青版
- 遠山啓『無限と連続』〈岩波新書 青版 G-3〉1952年5月10日。ISBN 4-00-416003-0。- のち改版
- 堀田善衛『インドで考えたこと』〈岩波新書 青版 F-31〉1957年12月19日。ISBN 4-00-415031-0。
- 清水幾太郎『論文の書き方』〈岩波新書 青版 F-92〉1959年3月17日。ISBN 4-00-415092-2。- のち改版
- 丸山眞男『日本の思想』〈岩波新書 青版 C-39〉1961年11月20日。ISBN 4-00-412039-X。- のち改版
- E・H・カー『歴史とは何か』清水幾太郎 訳〈岩波新書 青版 D-1〉、1962年3月20日。ISBN 4-00-4130018。- のち改版
- 吉川幸次郎『漱石詩注』〈岩波新書 青版 E-37〉1967年5月20日。ISBN 4-00-414037-4。
  - 吉川幸次郎『漱石詩注』〈岩波文庫 青152-2〉2002年9月18日。ISBN 4-00-331522-7。- 新版解説 一海知義
- 川島武宜『日本人の法意識』〈岩波新書 青版 A-43〉1967年5月20日。ISBN 4-00-410043-7。
- 梅棹忠夫『知的生産の技術』〈岩波新書 青版 F-93〉1969年7月21日。ISBN 4-00-415093-0。- のち改版
- 白川静『漢字 生い立ちとその背景』〈岩波新書 青版 C-95〉1970年4月25日。ISBN 4-00-412095-0。- のち『著作集』平凡社
  - 白川静『白川静著作集 第一巻 漢字Ⅰ』平凡社、1999年12月。ISBN 4-582-40341-7。
- 芥川也寸志『音楽の基礎』〈岩波新書 青版 E-57〉1971年8月31日。ISBN 4-00-414057-9。

ほか

### 黄版
- 朝永振一郎『物理学とは何だろうか』 上〈岩波新書 黄版 85〉、1979年5月21日。ISBN 4-00-420085-7。
  - 朝永振一郎『物理学とは何だろうか』 下〈岩波新書 黄版 86〉、1979年11月20日。ISBN 4-00-420086-5。 - 大佛次郎賞。
- 大岡信『折々のうた』〈岩波新書 黄版 113〉1980年3月21日。ISBN 4-00-420113-6。 - 新赤版も入れ、全19冊シリーズ刊行。
- 鶴見良行『バナナと日本人 フィリピン農園と食卓のあいだ』〈岩波新書 黄版 199〉1982年8月20日。ISBN 4-00-420199-3。
- 中野三敏『江戸名物評判記案内』〈岩波新書 黄版 313〉1985年9月20日。ISBN 4-00-420313-9。
- 千野栄一『外国語上達法』〈岩波新書 黄版 329〉1986年1月20日。ISBN 4-00-420329-5。
- 丸山眞男『「文明論之概略」を読む』 上〈岩波新書 黄版 325〉、1986年1月20日。ISBN 4-00-420325-2。
  - 丸山眞男『「文明論之概略」を読む』 中〈岩波新書 黄版 326〉、1986年3月27日。ISBN 4-00-420326-0。
  - 丸山眞男『「文明論之概略」を読む』 下〈岩波新書 黄版 327〉、1986年11月20日。ISBN 4-00-420327-9。
- 渡辺洋三『法を学ぶ』〈岩波新書 黄版 338〉1986年5月20日。ISBN 4-00-420338-4。

ほか

### 新赤版
以下、発行部数順に記す。発行部数は2006年4月時点のものを使用した。
| 順位 | 発行部数       | 書誌情報 |
| ---- | -------------- | --- |
| 1    | 238万部。      | 永六輔『大往生』〈岩波新書 新赤版 329〉1994年3月22日。ISBN 4-00-430329-X。                                               |
| 2    | 192万部。      | 大野晋『日本語練習帳』〈岩波新書 新赤版 596〉1999年1月20日。ISBN 4-00-430596-9。                                         |
| 3    | 76万部。       | 暉峻淑子『豊かさとは何か』〈岩波新書 新赤版 85〉1989年9月20日。ISBN 4-00-430085-1。                                      |
| 4    | 73万部。       | マーク・ピーターセン『日本人の英語』〈岩波新書 新赤版 18〉1988年4月20日。ISBN 4-00-430018-5。                            |
| 5    | 67万部。       | 永六輔『二度目の大往生』〈岩波新書 新赤版 410〉1995年10月20日。ISBN 4-00-430410-5。                                      |
| 6    | 51万部。       | 石弘之『地球環境報告』〈岩波新書 新赤版 33〉1988年8月22日。ISBN 4-00-430033-9。                                          |
| 7    | 48万部。       | 永六輔『職人』〈岩波新書 新赤版 464〉1996年10月21日。ISBN 4-00-430464-4。                                                |
| 7    | 48万部。       | 大江健三郎『あいまいな日本の私』〈岩波新書 新赤版 375〉1995年1月31日。ISBN 4-00-430375-3。                               |
| 9    | 39万部。       | 五木寛之『蓮如』〈岩波新書 新赤版 343〉1994年7月20日。ISBN 4-00-430343-5。                                               |
| 10   | 上のみ39万部。 | 金田一春彦『日本語』 上〈岩波新書 新赤版 2〉、1988年1月20日。ISBN 4-00-430002-9。 - 新版は1988年発行、旧版は1975年発行。 |
| 11   | 発行部数不明。 | 星野英一『民法のすすめ』〈岩波新書 新赤版 536〉1998年1月20日。ISBN 4-00-430536-5。                                       |

### 新赤版別冊・案内
- 岩波書店編集部 編『岩波新書の50年』〈岩波新書 新赤版 別冊1〉1988年2月。ISBN 4-00-439001-X。
- 岩波書店編集部 編『岩波新書をよむ ブックガイド＋総目録』〈岩波新書 新赤版 別冊5〉1998年1月。ISBN 4-00-439005-2。
- 鹿野政直『岩波新書の歴史 付・総目録1938〜2006』〈岩波新書 新赤版 別冊9〉2006年5月。
- 岩波書店編集部 編『岩波新書解説総目録 1938-2019』〈岩波新書 新赤版 別冊12〉2020年6月。ISBN 4-00-4390125。

## 発行部数ランキング
岩波書店調べ、2008年5月現在。出典
| #    | 書名             | 著者                     | 出版年   | 部数                     |
| ---- | ---------------- | ------------------------ | -------- | ------------------------ |
| 1位  | 大往生           | 永六輔                   | 1994年   | 239万部                  |
| 2位  | 日本語練習帳     | 大野晋                   | 1999年   | 192万部                  |
| 3位  | 論文の書き方     | 清水幾太郎               | 1959年   | 145万部                  |
| 4位  | 知的生産の技術   | 梅棹忠夫                 | 1969年   | 132万部                  |
| 5位  | 日本の歴史（上） | 井上清                   | 1963年   | 114万部                  |
| 6位  | 万葉秀歌（上）   | 斎藤茂吉                 | 1938年   | 110万部                  |
| 7位  | 一日一言         | 桑原武夫                 | 1956年   | 103万部                  |
| 8位  | 昭和史           | 遠山茂樹 今井清一 藤原彰 | 1959年   | 102万部 （新旧版の合計） |
| 9位  | 日本の思想       | 丸山真男                 | 1961年   | 102万部                  |
| 10位 | 零の発見         | 吉田洋一                 | 1939年版 | 98万部                   |

## 各版の通し番号1番の書籍
出典
| 版     | 書名                   | 著者         | 出版年 |
| ------ | ---------------------- | ------------ | ------ |
| 旧赤版 | 奉天三十年（上）       | クリスティー | 1938年 |
| 青版   | 解放思想史の人々       | 大塚金之助   | 1949年 |
| 黄版   | 近代民主主義とその展望 | 福田歓一     | 1977年 |
| 新赤版 | 新しい文学のために     | 大江健三郎   | 1988年 |

## 他の新書レーベル

### 岩波ジュニア新書
岩波新書のジュニア版として1979年に発足。中学生・高校生を主な読者対象としているが、啓蒙書として一般人でも読めるものが多い。

### 岩波アクティブ新書
「新鮮で確かな情報をコンパクトに提供」する目的で、2002年1月に創刊されたが、2004年12月に終刊になった。